# پریکول، لتونی
پریکول، لتونی (به آلمانی: Preekuln)  در لتونی با جمعیت ۲٬۲۸۳ نفر است که در priekule municipality واقع شده‌است.